# آقاجان (رومشکان)
آقاجان (رومشکان)، روستایی از توابع بخش مرکزی شهرستان رومشکان در استان لرستان ایران است.

## جمعیت
این روستا در دهستان رومشکان قرار دارد و براساس سرشماری مرکز آمار ایران در سال ۱۳۸۵، جمعیت آن ۲٬۳۵۸ نفر (۴۶۷خانوار) بوده است.
طبق آخرین سرشماری مرکز آمار ایران در سال ۱۴۰۳، جمعیت روستای آقاجان ۵۵۰۲ نفر (در ۱۷۱۲ خانوار) بوده است.